# Harleyowcy

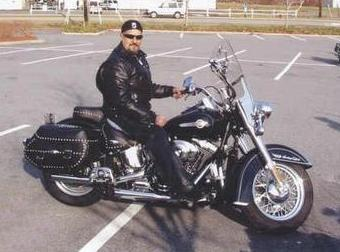

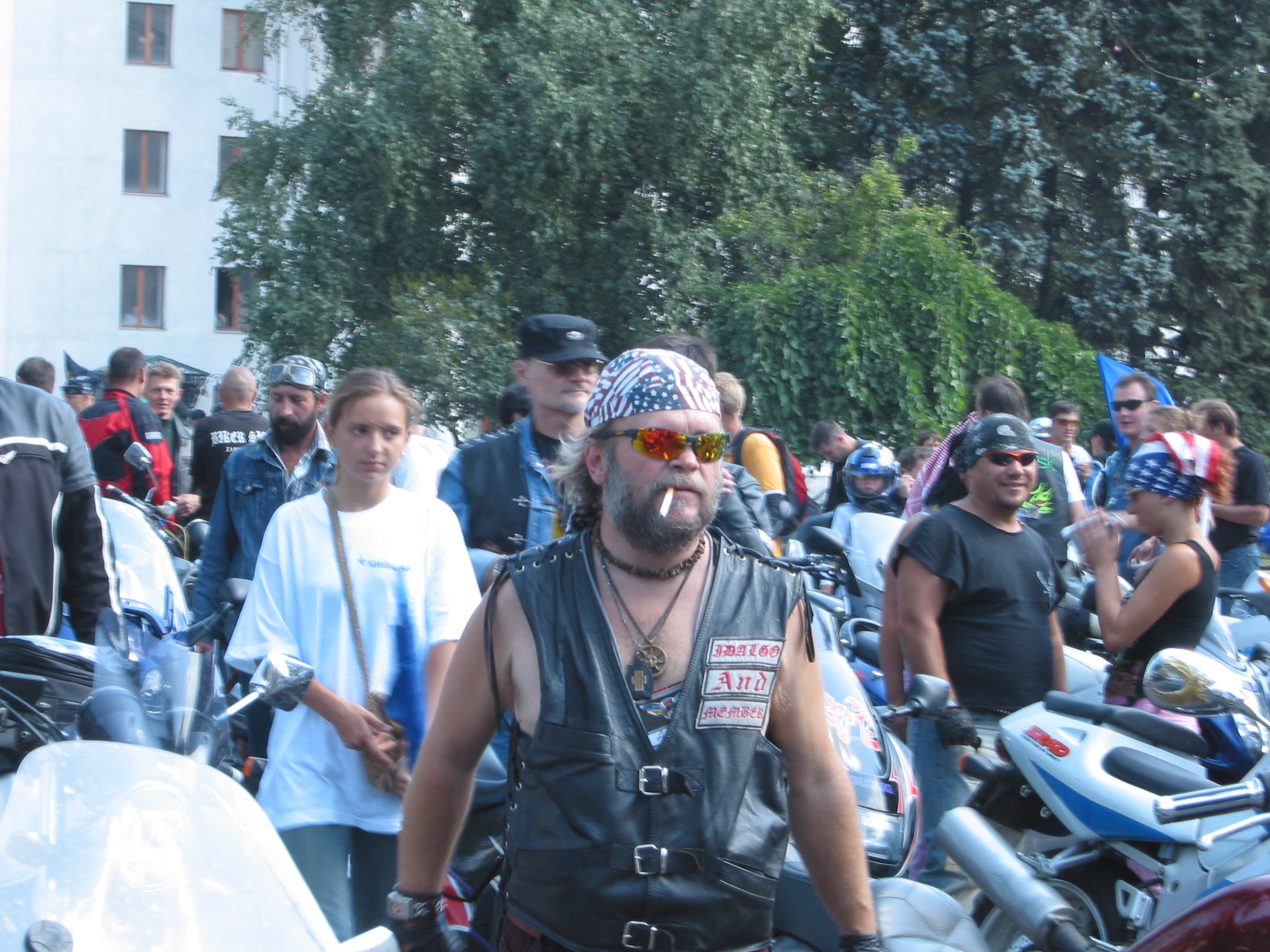

Harleyowcy, zwani motocyklistami bądź ridersami – grupy mężczyzn na ciężkich motocyklach – cruiserach.
Harleyowcy nie posiadają żadnej specjalnej ideologii, są miłośnikami ciężkich motocykli, nie interesują ich nowe modele, pierwowzorem jest amerykański Harley-Davidson, dlatego są często nazywani harleyowcami lub ridersami. Charakterystyczny wygląd zewnętrzny ridersów to motocyklowa skórzana kurtka tzw. ramoneska lub kamizelka, sprane dżinsy z dziurami na kolanach, skórzane buty – kowbojki, i często pasy nabijane ćwiekami, często noszą też długie brody. Popularne wśród Harleyowców jest posiadanie tatuaży, które nazywają „dziarami”. Na ubraniach, noszą też często emblematy harley davidson, np. orła harley davidson na tle flagi USA lub krzyż maltański.
Stereotypy harleyowca są następujące:
1. gruby, umięśniony mężczyzna z brodą i bujnymi wąsami w ciemnych okularach,
2. osoba chodząca na siłownię i lubiąca siłować się na ręce w klubach i barach,
3. legendarnym i ulubionym napojem harleyowców jest whiskey Jack Daniel’s.

Popularne są zloty harleyowców, na które zjeżdżają się ridersi z całego kraju. Muzyką której przeważnie słuchają harleyowcy jest rock, najpopularniejsze odmiany to blues rock, heavy metal i hard rock. Najpopularniejsze zespoły to The Allman Brothers Band, Deep Purple, Judas Priest, AC/DC, Led Zeppelin, Iron Maiden, Steppenwolf (którzy nagrali utwór "Born to be Wild", uznawany za hymn ridersów), Grateful Dead, Thin Lizzy, Manowar, Motörhead, Saxon i Black Sabbath. Ruch harleyowców jest obecny do dziś nie tylko w Stanach Zjednoczonych, ale także w wielu krajach europejskich.